# Bolívar (Barinas)
Bolívar è un comune del Venezuela situato nello Stato di Barinas.
Il capoluogo del comune è la città di Barinitas.